# Zona da morte
O termo zona da morte se refere a localidades situadas em montanhas que apresentam altitudes nas quais a pressão do oxigênio é insuficiente para sustentar a vida humana por um prolongado período de tempo. Este conceito foi concebido no ano de 1953 por Edouard Wyss-Dunant, um médico suíço, o qual inicialmente usou a denominação zona letal.
O nível mínimo de altitude dessa zona geralmente é considerado como sendo acima de 7.500 metros, faixa altimétrica na qual a pressão atmosférica costuma atingir valores inferiores a 356 milibares.

## Efeitos da altitude

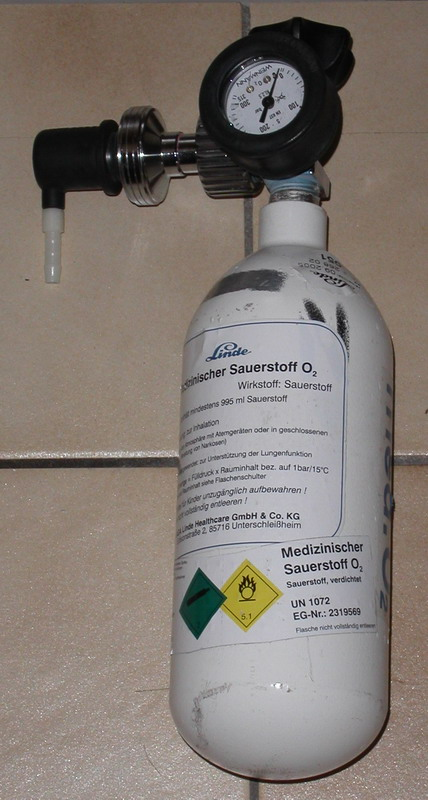
Oxigênio suplementar pode apoiar os montanhistas que escalam picos localizados acima da zona da morte.

Muitas mortes no montanhismo de elevadas altitudes foram causadas pelos efeitos da zona da morte, seja diretamente pela perda de funções vitais, seja indiretamente por más decisões tomadas em decorrência da má oxigenação de partes essenciais do cérebro (por exemplo, prosseguir sob condições meteorológicas ruins ou interpretar mal a rota de escalada), ou enfraquecimento físico resultando em acidentes.
Uma permanência prolongada acima de 8.000 metros sem o uso de oxigênio suplementar pode resultar em deterioração das funções corporais e consequente morte.